# The Deceiver
The Deceiver é um filme norte-americano de 1931, do gênero suspense, dirigido por Louis King e estrelado por Lloyd Hughes e Dorothy Sebastian.

## A produção
O filme é ambientado quase totalmente em um teatro da Broadway, onde está sendo apresentada a peça Otelo, de William Shakespeare. Apesar do som e da fotografia serem de segunda linha, o roteiro, adaptado de uma história de Bella Muni, esposa de Paul Muni, agradou os espectadores.
John Wayne, no que é talvez o ponto mais baixo de sua carreira, "interpreta" um cadáver.

## Sinopse
Reginald Thorpe, ator famoso, porém de má índole, resolve trocar a Broadway por Hollywood. Homem de vários inimigos, recebe ameaças de morte e pede proteção policial. Apesar disso, ele aparece morto em seu camarim. Muitos são os suspeitos.

## Elenco
| Ator/Atriz        | Personagem      |
| ----------------- | --------------- |
| Lloyd Hughes      | Tony Hill       |
| Dorothy Sebastian | Ina Fontanne    |
| Ian Keith         | Reginald Thorpe |
| Natalie Moorhead  | Senhora Lawton  |
| Richard Tucker    | Senhor Lawton   |
| George Byron      | Speedy          |
| Greta Granstedt   | Celia Adams     |
| Murray Kinnell    | Breckinridge    |